# Against All Odds (película)
Against All Odds (en España, Contra todo riesgo; en Hispanoamérica, El poder y la pasión) es una película estadounidense de intriga de 1984 dirigida por Taylor Hackford y protagonizada por Rachel Ward, Jeff Bridges y James Woods. El film alberga música ochentera romántica muy reconocible en su época.
La película es un remake de Out of the Past, un clásico del cine negro dirigido en 1947 por Jacques Tourneur e interpretado por Robert Mitchum, Kirk Douglas y Jane Greer.[cita requerida]

## Sinopsis
Un gánster muy peligroso contrata a un exjugador de fútbol americano como espía para localizar a su novia en un paraíso turístico. Cuando él la encuentra, en una isla turística y sin esperarlo, ambos terminan enamorándose desatándose una pasión romántica entre ambos que frustra al mafioso quien planea una venganza contra ambos.

## Reparto
- Rachel Ward como Jessie Wyler.
- Jeff Bridges como Terry Brogan.
- James Woods como Jake Wise.
- Alex Karras† como Hank Sully.
- Jane Greer† como Mrs. Grace Wyler
- Richard Widmark† como Ben Caxton.
- Dorian Harewood como Tommy.
- Swoosie Kurtz como Edie.
- Saul Rubinek como Steve Kirsch.

## Banda sonora

### Lista de canciones
1. "Against All Odds (Take a Look at Me Now)" (Phil Collins)
2. "Violet & Blue" (Stevie Nicks)
3. "Walk Through the Fire" (Peter Gabriel)
4. "Balcony" (Big Country)
5. "Making a Big Mistake" (Mike Rutherford)
6. "My Male Curiosity" (Kid Creole & The Coconuts)
7. "The Search" (Main Title Theme) (Larry Carlton & Michel Colombier)
8. "El Solitario" (Michel Colombier & Larry Carlton)
9. "Rock and Roll Jaguar" (Larry Carlton & Michel Colombier)
10. "For Love Alone" (Larry Carlton)
11. "The Race" (Larry Carlton)
12. "Murder of a Friend" (Larry Carlton & Michel Colombier)